# غالب بن سعود بن عبد العزيز آل سعود
الأمير غالب بن سعود بن عبد العزيز آل سعود (1957-1993) الابن الثالث والأربعون من أبناء سعود بن عبد العزيز آل سعود ووالدته هي مريم (أم ناصر)، وهو أخ شقيق لكل من: الأمير ناصر بن سعود بن عبد العزيز آل سعود، والأميرة تركية بنت سعود بن عبد العزيز آل سعود. تخرج من معهد العاصمة النموذجي بالرياض عام 1975 ثم التحق بقطاع الحرس الوطني، حيث أمضى ما يقارب 3 سنوات، في سنة 1975 اتجه للتجارة والأعمال.

## الاسرة
- كان متزوج من مضاوي بنت مشعل بن عبد العزيز آل سعود (متوفاة، وصلي عليها بعد صلاة ظهر الخميس 1 رمضان 1436 هـ الموافق 18 يونيو 2015 في المسجد الحرام في مكة المكرمة).[2]

له من الأبناء:
- الأمير سعود بن غالب بن سعود بن عبد العزيز آل سعود.

## وفاته
توفي الأمير غالب بن سعود بن عبد العزيز آل سعود في يوم السبت 19 صفر 1414 هـ الموافق 7 أغسطس 1993 إثر هبوط حاد بالدورة الدموية والجهاز التنفسي وورم لمفاوي بالدماغ عن عمر يناهز 36 عامًا.